# NGC 5820
NGC 5820 = Arp 136 ist eine linsenförmige Galaxie vom Hubble-Typ S0 im Sternbild Bärenhüter. Sie ist schätzungsweise 155 Millionen Lichtjahre von der Milchstraße entfernt und hat einen Durchmesser von etwa 75.000 Lj. Möglicherweise steht sie in Wechselwirkung mit NGC 5821.
Halton Arp gliederte seinen Katalog ungewöhnlicher Galaxien nach rein morphologischen Kriterien in Gruppen. Diese Galaxie gehört zu der Klasse Elliptischer Galaxien mit nahen Fragmenten (Arp-Katalog).
Das Objekt wurde am 5. Mai 1788 von Wilhelm Herschel mit einem 18,7-Zoll-Spiegelteleskop entdeckt, der sie dabei mit „pB, pL, iF, resolvable“ beschrieb.